# Breiter Weg 174, Goldschmiedebrücke 7, 9, 11, 13, 15, 17, 19, Krügerbrücke 1, Ulrichplatz 3–6

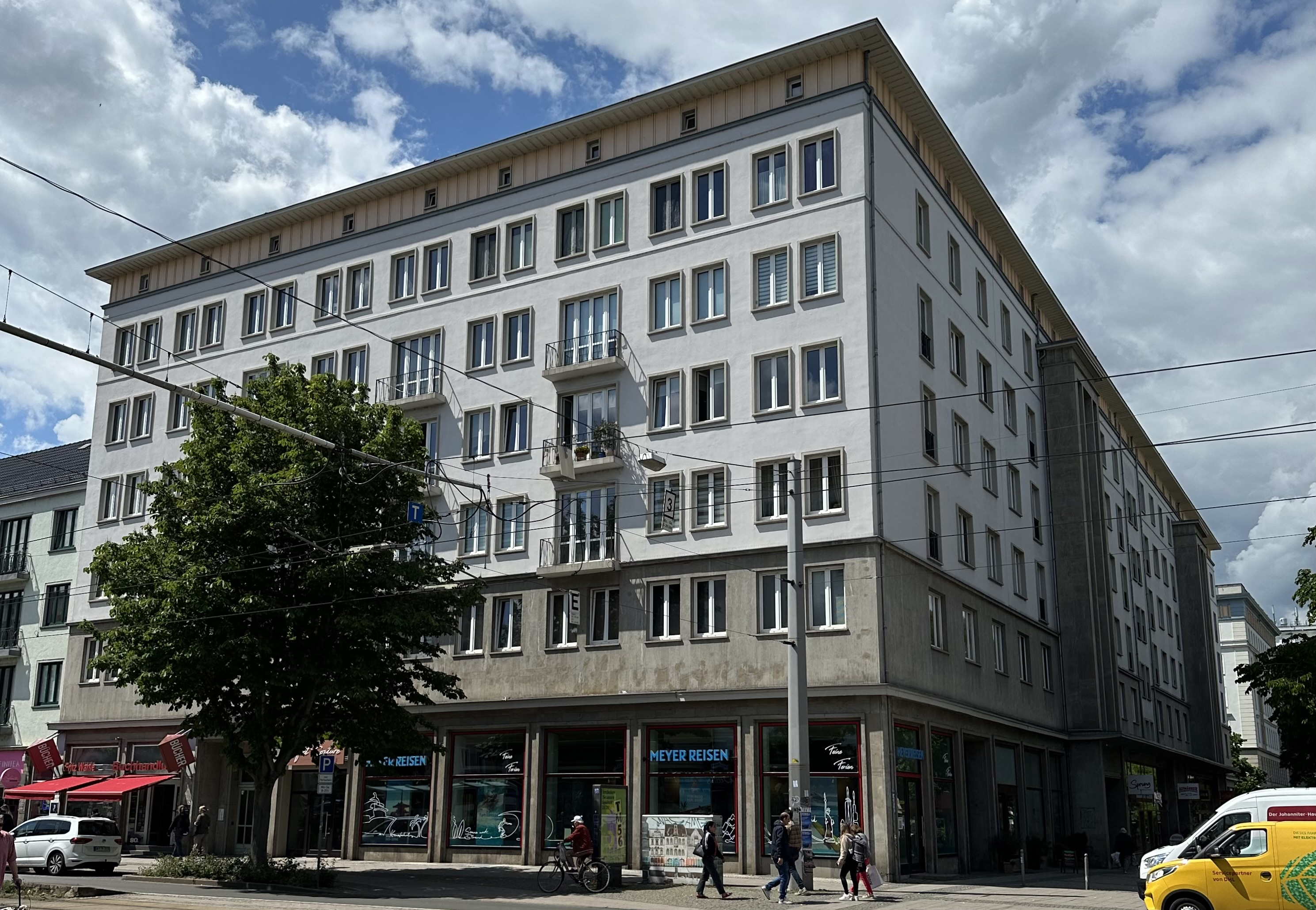
Breiter Weg 174, Ecke Ulrichplatz im Jahr 2025

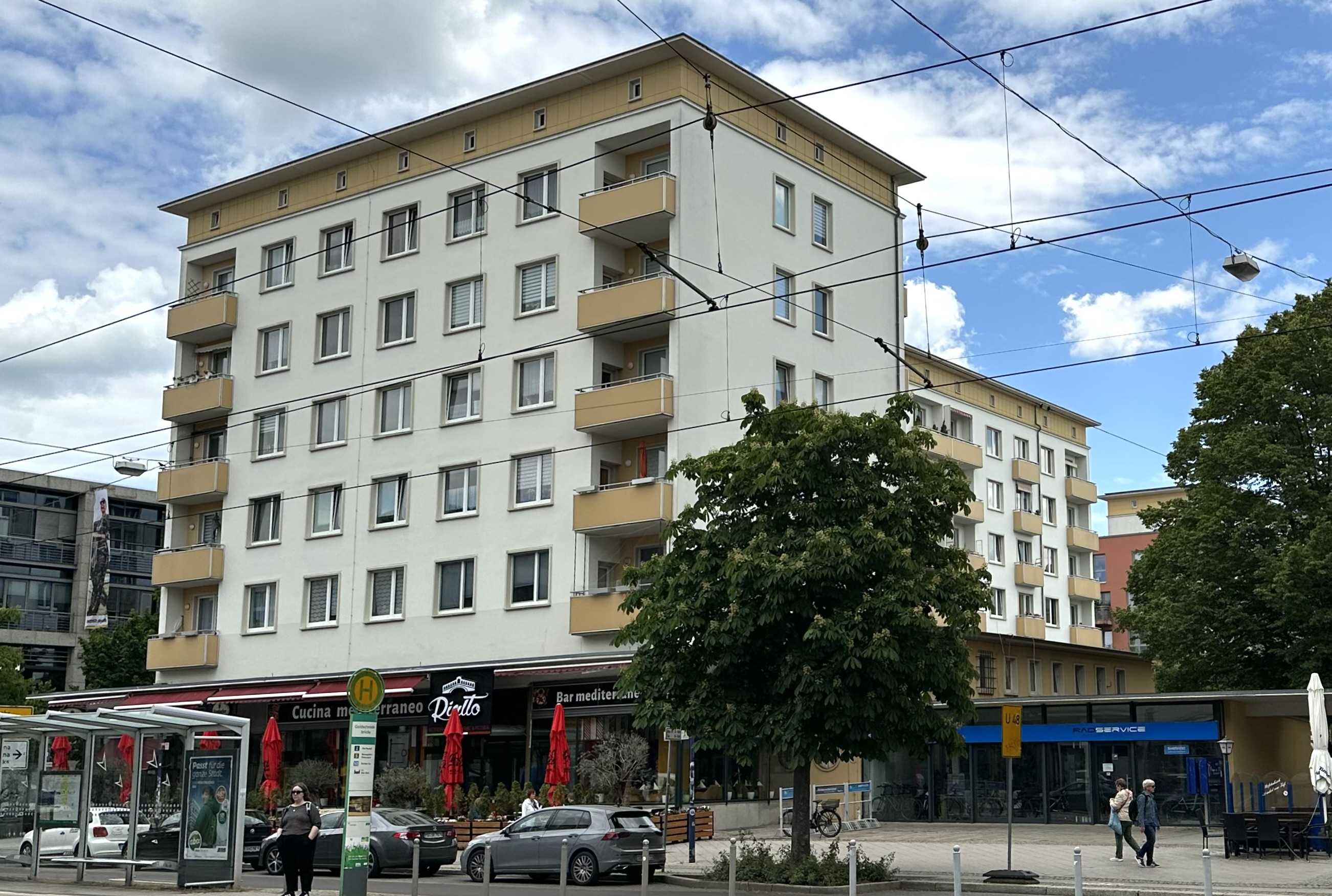
Goldschmiedebrücke 19, Blick von Südwesten

Breiter Weg 174, Goldschmiedebrücke 7, 9, 11, 13, 15, 17, 19, Krügerbrücke 1, Ulrichplatz 3–6 ist ein denkmalgeschützter Gebäudekomplex in Magdeburg in Sachsen-Anhalt.

## Lage
Der Komplex befindet sich in der Magdeburger Altstadt und zieht sich, quer zum Breiten Weg, von West nach Ost auf der Südseite von Ulrichplatz und Goldschmiedebrücke verlaufend entlang.

## Geschichte und Architektur
Die drei sechsgeschossigen sogenannten Scheibenhochhäuser entstanden von 1955 bis 1958 nach einem Entwurf des Architekten Johannes Kramer. Sie verfügen über ein- bis zweigeschossige, großflächig verglaste Ladenbereiche. Die Fassaden sind im Übrigen verputzt, wobei die Gliederung durch von Natursteinen gerahmte und die Geschosse übergreifende Rasterwände erfolgt. Die Fensteröffnungen sind paarweise angeordnet. Es besteht jeweils ein Mezzaningeschoss.
Bei der Entstehung bildeten die Häuser die südliche Kante des neuen Zentralen Platzes. Sie traten an die Stelle von im Zweiten Weltkrieg zerstörten oder beschädigten Gebäuden, so auch dem Haus Zum blauen Stern. Im östlichen Abschnitt wurde die wieder instand gesetzte Heilig-Geist-Kirche abgerissen und überbaut. In diesem Gebiet wurde auch der Bereich des Hospital St. Annen überbaut. Da diese neue Platzkante sich als bewusster Bruch mit der historischen Stadtstruktur darstellte, wurde auch der Straßenverlauf historischer Straßen überbaut, so der Schöneeckstraße, der Berliner Straße und des St.-Annen-Durchgangs.

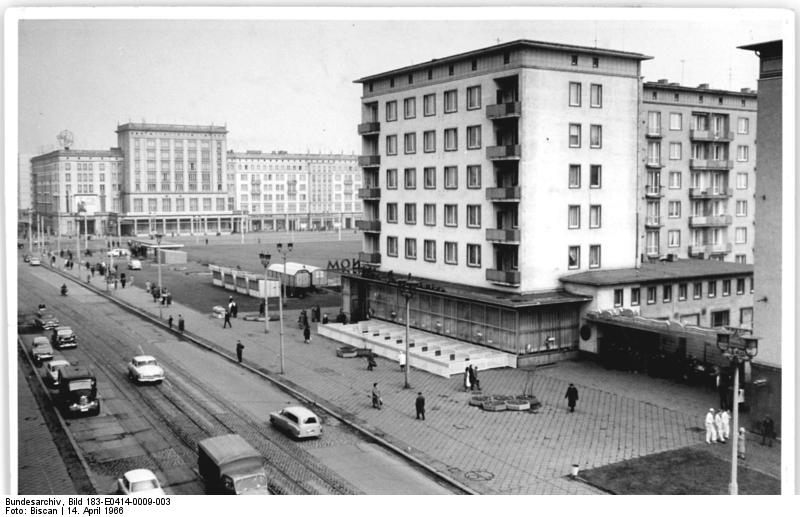
Blick auf die heutige Goldschmiedebrücke 19 im Jahr 1966

Diese südliche Kante bildete das Gegenstück zu den insbesondere nördlich des Platzes nach dem Zweiten Weltkrieg entstandenen neoklassizistischen Bauten im Stil der Nationalen Tradition. Anders als diese sind sie durch ihre modern-sachliche Fassadengliederung geprägt. Lediglich das Mezzaningeschoss verbindet diese modernistischen Bauten mit ihren neoklassizistischen Vorläufern. Die Bauten gelten als architekturhistorisch interessant, da sie so den Wechsel der architekturpolitischen Auffassungen in der DDR-Baupolitik dokumentieren.
Im Denkmalverzeichnis des Landes Sachsen-Anhalt ist der Komplex als Wohn- und Geschäftshaus unter der Erfassungsnummer 094 71127 als Baudenkmal verzeichnet.